# Vulcanomya smithii
Vulcanomya smithii is een tweekleppigensoort uit de familie van de Cuspidariidae. De wetenschappelijke naam van de soort is voor het eerst geldig gepubliceerd in 1886 door Dall.